# 米田太陽
米田 太陽（よねだ たいよう、1988年1月6日 - ）は、日本のプロレスラー。本名：米田 直生（よねだ なおき）。

## 経歴
- 2013年4月29日、大阪プロレス松下IMPホール大会の対織部克巳戦でデビュー。
- 2014年4月20日、大阪プロレスを退団。

## 得意技
バズソーキック
仰向けになった相手の上半身を起こして相手の左側頭部を振り抜いた右足の甲で蹴り飛ばす。
各種キック

## 入場曲
- Hither